# Зубов, Евгений Владиславович
Евге́ний Владисла́вович Зу́бов (род. 23 сентября 1972, Тирасполь, Молдавская ССР, СССР) — общественный и государственный деятель Приднестровской Молдавской Республики. Пресс-секретарь Президента Приднестровской Молдавской Республики с 30 декабря 2011 по 1 марта 2012. Начальник Государственной службы связи, информации и СМИ Приднестровской Молдавской Республики с 1 марта 2012 по 31 июля 2013 (и. о. 27 января — 1 марта 2012).

## Биография
Родился 23 сентября 1972 в Тирасполе, в семье военнослужащих. В 1989 окончил Тираспольскую среднюю школу № 1.
Принимал участие в приднестровской войне

### Образование
В 1994 окончил Приднестровский государственный университет имени Т. Г. Шевченко по специальности «актёр драматического театра и кино».
В 2002 окончил Государственный университет искусств имени Музическу в Кишинёве (ныне — Академия музыки, театра и изобразительных искусств) по специальности «экономика и право».

### Трудовая деятельность
Работал токарем на заводе «Литмаш» имени С. М. Кирова.
После обучения в Приднестровском государственном университете был принят в труппу Тираспольского русского театра драмы и комедии имени Н. С. Аронецкой.
С 1997 — в России, работал в АНО «Белый театр» Санкт-Петербурга.
В 1999 — в Приднестровье, работал на ТВ Приднестровья в качестве ведущего-корреспондента.
В 2000 — работал на телевизионном канале TVC 21 телекомпании «Ведомости» (Кишинёв).
С октября 2000 по 2005 — на Украине в городе Симферополь. Занимался коммерческой деятельностью. Прошёл путь от торгового агента до директора по развитию.
С 2007 по 2011 — режиссёр, ведущий телепрограмм Телевидения свободного выбора.
30 декабря 2011 был назначен на должность пресс-секретаря Президента Приднестровской Молдавской Республики, а также стал исполняющим обязанности министра информации и телекоммуникаций Приднестровской Молдавской Республики.
С 27 января 2012 по 1 марта 2012 — исполняющий обязанности, с 1 марта 2012 по 31 июля 2013 — начальник Государственной службы связи, информации и СМИ Приднестровской Молдавской Республики.
C 31 июля 2013 по 15 января 2014 — первый заместитель начальника Государственной службы связи, информации и СМИ Приднестровской Молдавской Республики.

## Семья
Женат, воспитывает двух дочек.

## Награды
- Медаль «20 лет Приднестровской Молдавской Республике»[8].
- Медаль «20 лет отражению вооруженной агрессии защитниками ПМР»[9]
- Медаль «За безупречную службу» III степени[10]
- Медаль «Юбилей Всенародного Подвига. 1613—2013»[11]
- Почетное звание «Заслуженный работник Приднестровской Молдавской Республики»[12]

## Общественные должности
- Член Союза Писателей ПМР[13].
- Член Международного Сообщества Писательских Союзов[13].
- Член Литературного Фонда России[13].

## Выборы в Госдуму РФ 2016 года
Выдвинут в кандидаты Госдумы РФ 7 созыва от Родины по региональной группе Пермь 2 номером